# Harvard Divinity School
A Harvard Divinity School (HDS) a Harvard Egyetem tagintézménye a Massachusetts állambeli Cambridge-ben. Az iskola a vallások tudományos tanulmányozására összpontosít.
A Harvard College-t 1636-ban alapították puritán / kongregacionalista intézményként, amely hosszú időn át képezte a lelkészeket. A Divinity School különálló intézménye 1816-ban került alapításra, amikor az Egyesült Államok első nem felekezeti isteni iskolájaként hozták létre. Történetének legnagyobb részében (nem hivatalosan) az unitárius mozgalomhoz tartozónak tekintették. 
Napjainkban hallgatói és karai számos különböző vallást képviselnek: keresztény, zsidó, muszlim, hindu, buddhista stb. Tudományos programjai megpróbálnak egyensúlyt teremteni a vallás hívő, illetve világi szemléletű megközelítésében. Ez ellentétben áll sok más teológiai iskolával, amelyekben egyik vagy másik elsőbbséget élvez.

## Külső hivatkozások
- Harvard Divinity School Web site (angolul)
- Center for the Study of World Religions (angolul)
- Andover-Harvard Theological Library (angolul)
- Women's Studies in Religion Program (angolul)
- Cult/ure: The Graduate Journal of Harvard Divinity School (angolul)
- The Wick[halott link] (angolul)

## Fordítás
- Ez a szócikk részben vagy egészben  a   Harvard Divinity School című angol Wikipédia-szócikk ezen változatának fordításán alapul.  Az eredeti cikk szerkesztőit annak laptörténete sorolja fel. Ez a jelzés csupán a megfogalmazás eredetét és a szerzői jogokat jelzi, nem szolgál a cikkben szereplő információk forrásmegjelöléseként.